# Škoda Popular Sport - Monte Carlo
Škoda Popular Sport - Monte Carlo (typ 909) − sportowy samochód z napędem na tylne koła wytwarzany przez czechosłowackie zakłady Škoda w latach 1936–1938 dla uczczenia drugiego miejsca Škoda 420 Popular w swojej klasie w Rajdzie Monte Carlo w roku 1936.
Wyprodukowano 70 egzemplarzy tej ekskluzywnej serii pojazdów. Wcześniej w roku 1935 wytworzono 2 egzemplarze tego typu pojazdu, oznaczone pierwotnie Škoda 418/421. Łącznie powstało więc 72 sztuki tego rodzaju samochodów.